# Головли (Дятловский район)
Головли́ (бел. Галаўлі) — деревня в Дятловском сельсовете Дятловского района Гродненской области Республики Беларусь. По переписи населения 2009 года в Головлях проживало 88 человек.

## География
Головли расположены в 8 км к востоку от Дятлово, 150 км от Гродно, 9 км от железнодорожной станции Новоельня.

## История
В 1878 году Головли — деревня в Дятловской волости Слонимского уезда Гродненской губернии (63 двора, магазин). Рядом находился хутор Головли (1 двор).
В 1880 году в Головлях проживало 229 человек. В 1905 году — 497 жителей.
В 1921—1939 годах Головли находились в составе межвоенной Польской Республики. В сентябре 1939 года Головли вошли в состав БССР.
В 1996 году Головли входили в состав колхоза «Россия». В деревне насчитывалось 54 хозяйства, проживало 117 человек.